# Міхаловиці (гміна Длуголенка)
Міхаловиці (пол. Michałowice) — село в Польщі, у гміні Длуголенка Вроцлавського повіту Нижньосілезького воєводства.
Населення — 140 осіб (2011).
У 1975-1998 роках село належало до Вроцлавського воєводства.

## Демографія
Демографічна структура станом на 31 березня 2011 року:
|          | Загалом | Допрацездатний вік | Працездатний вік | Постпрацездатний вік |
| -------- | ------- | ------------------ | ---------------- | -------------------- |
| Чоловіки | 67      | 17                 | 47               | 3                    |
| Жінки    | 73      | 18                 | 44               | 11                   |
| Разом    | 140     | 35                 | 91               | 14                   |